# Gion-Andrea Bundi
Gion-Andrea Bundi (* 18. Mai 1976 in Thal) ist ein ehemaliger Schweizer Skilangläufer.

## Werdegang
Bundi, der für die SSC Rätia Chur und den TG Hütten startete, trat international erstmals bei den Nordischen Junioren-Skiweltmeisterschaften 1996 in Asiago in Erscheinung. Dort belegte er den 42. Platz über 10 km klassisch und den 38. Rang über 30 km Freistil. Sein Debüt im Weltcup hatte er im Dezember 1996 in Davos, welches er auf dem 78. Platz über 10 km klassisch beendete. In der Saison 1998/99 holte er in Engelberg mit dem 22. Platz im Sprint seine ersten Weltcuppunkte und belegte bei den Nordischen Skiweltmeisterschaften 1999 in Ramsau am Dachstein den 35. Platz über 30 km Freistil. In der Saison 2000/01 gewann er bei den Schweizer Meisterschaften 2001 mit Bronze in der Doppelverfolgung und Silber über 50 km Freistil seine ersten Medaillen bei Schweizer Meisterschaften. Bei den Nordischen Skiweltmeisterschaften 2001 in Lahti lief er auf den 43. Platz im Skiathlon, auf den 24. Rang über 50 km Freistil und auf den achten Platz mit der Staffel. Im folgenden Jahr holte er in Campra über 30 km Freistil seinen ersten Schweizer Meistertitel und kam bei den Olympischen Winterspielen im Februar 2002 in Salt Lake City auf den 34. Platz im 30-km-Massenstartrennen und zusammen mit Wilhelm Aschwanden, Reto Burgermeister und Patrik Mächler auf den zehnten Platz in der Staffel. Bei den Nordischen Skiweltmeisterschaften 2003 im Val di Fiemme errang er den 45. Platz über 50 km Freistil und zusammen mit Reto Burgermeister, Beat Koch und Patrik Mächler den fünften Platz in der Staffel.
In der Saison 2004/05 kam Bundi viermal in die Punkteränge und erreichte mit dem 87. Platz im Gesamtweltcup sein bestes Gesamtergebnis. Beim Saisonhöhepunkt, den Nordischen Skiweltmeisterschaften 2005 in Oberstdorf, belegte er den 43. Platz über 15 km Freistil, den 26. Rang im Skiathlon und zusammen mit Beat Koch, Reto Burgermeister und Remo Fischer den 16. Platz in der Staffel. Bei den Schweizer Meisterschaften 2005 wurde er jeweils Dritter über 15 km klassisch und 50 km Freistil und Zweiter in der Doppelverfolgung. Im März 2005 siegte er beim Engadin Skimarathon. Im folgenden Jahr holte er bei den Schweizer Meisterschaften in Ulrichen jeweils Bronze im Sprint und über 15 km klassisch und Silber in der Doppelverfolgung. In der Saison 2006/07 errang er den 28. Platz bei der Tour de Ski 2006/07 und erreichte in Oberstdorf mit dem 17. Platz in der Doppelverfolgung seine beste Einzelplatzierung im Weltcup. Im Januar 2007 wurde er Schweizer Meister in der Doppelverfolgung. Bei den folgenden Nordischen Skiweltmeisterschaften 2007 in Sapporo lief er auf den 33. Platz über 15 km Freistil, auf den 27. Rang im Skiathlon und auf den zehnten Platz zusammen mit Reto Burgermeister, Toni Livers und Curdin Perl in der Staffel. In der Saison 2008/09 holte er bei den Schweizer Meisterschaften 2009 jeweils Bronze über 15 km Freistil und in der Doppelverfolgung und Silber über 50 km klassisch und absolvierte im März 2009 in Lahti sein letztes Weltcuprennen, welches er auf dem 56. Platz über 15 km Freistil beendete.

## Erfolge

### Teilnahmen an Weltmeisterschaften und Olympischen Winterspielen

#### Olympische Winterspiele
- 2002 Salt Lake City: 10. Platz Staffel, 34. Platz 30 km Freistil Massenstart

#### Nordische Skiweltmeisterschaften
- 1999 Ramsau am Dachstein: 35. Platz 30 km Freistil
- 2001 Lahti: 8. Platz Staffel, 24. Platz 50 km Freistil, 43. Platz 20 km Skiathlon
- 2003 Val di Fiemme: 5. Platz Staffel, 45. Platz 50 km Freistil
- 2005 Oberstdorf: 16. Platz Staffel, 26. Platz 20 km Skiathlon, 43. Platz 15 km Freistil
- 2007 Sapporo: 10. Platz Staffel, 27. Platz 20 km Skiathlon, 33. Platz 15 km Freistil

### Weltcup-Gesamtplatzierungen
| Saison    | Gesamt | Gesamt | Distanz | Distanz |
| Saison    | Punkte | Platz  | Punkte  | Platz   |
| --------- | ------ | ------ | ------- | ------- |
| 1999/2000 | 16     | 88.    | -       | -       |
| 2000/01   | 18     | 90.    | -       | -       |
| 2003/04   | 16     | 117.   | 16      | 75.     |
| 2004/05   | 27     | 87.    | 27      | 54.     |
| 2005/06   | 10     | 140.   | 10      | 101.    |
| 2006/07   | 25     | 100.   | 13      | 78.     |
| 2007/08   | 5      | 147.   | 5       | 87.     |